# Journal d'Analyse Mathématique
Journal d'Analyse Mathematique is een internationaal, aan collegiale toetsing onderworpen wetenschappelijk tijdschrift op het gebied van de wiskunde. Het publiceert zowel Franstalige als Engelstalige artikelen. De naam wordt in literatuurverwijzingen meestal afgekort tot J. Anal. Math. Het tijdschrift wordt uitgegeven door de Hebreeuwse Universiteit van Jeruzalem, terwijl de (online) distributie wordt verzorgd door Springer Science+Business Media. Het tijdschrift is opgericht in 1951 en verschijnt 3 tot 4 keer per jaar.